# Allium hemisphaericum
Allium hemisphaericum — вид рослин з родини амарилісових (Amaryllidaceae); ендемік Сицилії, Італія.

## Поширення
Ендемік острова Мареттімо в архіпелазі, західна Сицилія, Італія. Населяє луки, відкриті простори та сонячні скелясті ділянки.

## Загрози й охорона
Діяльність людини загрожує ареалам виду. Місце проживання виду зменшується через будівництво нових будинків для відпочинку, нових доріг до них та викидання відходів. За останні 40 років ці загрози серйозно вплинули на весь острів. Викидання сміття відбувається переважно у внутрішніх районах, тоді як відкриття нових доріг відбувається переважно на узбережжі.
Вид зафіксований на ділянках Natura 2000 «Isola di Lampedusa e Lampione» і «Isole Pelagie». Занесений італійського регіонального Червоного списку як вразливий.